# Slash
Slash, pseudonimo di Saul Hudson (Londra, 23 luglio 1965), è un chitarrista, compositore e produttore discografico britannico naturalizzato statunitense, noto per la sua militanza nei Guns N' Roses (1985-1996 e nuovamente dal 2016) e per la sua carriera solista avviata nel 2010.
Il soprannome gli fu affibbiato da Seymour Cassel, padre di un suo amico d'infanzia. Considerato tra i migliori chitarristi rock di sempre, si trova in 65ª posizione nella classifica dei 100 migliori chitarristi di tutti i tempi secondo la rivista Rolling Stone ed è annoverato fra le influenze primarie di Kenny Olson, Nashville Pussy, Hardliner, New American Shame, Jason Krause, Kenny Wayne Shepherd ed altri ancora.
A causa degli abusi di alcool e droghe ha avuto problemi cardiaci, in seguito ai quali ha dovuto sottoporsi all'impianto di un defibrillatore nel 2000, all'età di 35 anni, con un'incisione di 5 cm attraverso l'ascella.
Dal 10 luglio 2012 il suo nome è tra le celebrità della Hollywood Walk of Fame, inserito nella categoria Musica tra le stelle del famoso Hollywood Walk of Fame dall'amico Charlie Sheen.

## Biografia

### Primi anni
Saul Hudson nacque ad Hampstead, sobborgo a nord del centro storico di Londra, il 23 luglio 1965, figlio di Tony Hudson, un direttore artistico inglese che lavorava per un'etichetta discografica, e di Ola Hudson, una stilista afrostatunitense.
Trascorse l'infanzia a Stoke-on-Trent e nel 1976 seguì sua madre a Los Angeles, lì trasferitasi per motivi professionali, in quanto stilista di molte celebrità musicali, come i Beatles e David Bowie; questo, a detta sua, lo preparò alla pressione del mondo musicale. Anche il padre, Tony, lavorava nel settore musicale, come disegnatore di copertine di album per artisti come Neil Young.
Si appassionò alla BMX, con la quale riuscì a vincere molti premi in denaro. All'età di 15 anni ebbe la sua prima chitarra, regalatagli dalla nonna. Iniziò a suonarla per molte ore al giorno, saltando spesso la scuola (che abbandonò successivamente all'undicesimo grado d'istruzione del sistema scolastico statunitense, l'equivalente 4º anno della scuola superiore italiana).

### Guns N' Roses
Nel 1981 Slash fondò il suo primo gruppo, i Tidus Sloan, e da allora suonò in diverse rock band locali quali i Black Sheep, i London, fino a conoscere Steven Adler, con il quale, nel 1983, fondò un gruppo chiamato Road Crew. Nel frattempo fece un paio di audizioni senza esito: una per entrare nei Poison e una per entrare nei Guns N' Roses (a tal proposito, Izzy Stradlin disse: "a quei tempi il suo stile era troppo blues"), prima di unirsi al suo amico Steven nei Road Crew. A questo gruppo mancava però un bassista; i due decisero di mettere qualche annuncio e trovarono così la disponibilità di un bassista appena arrivato da Seattle, Duff McKagan, il quale però, dopo poco tempo, lasciò la band per entrare nei Guns N' Roses.

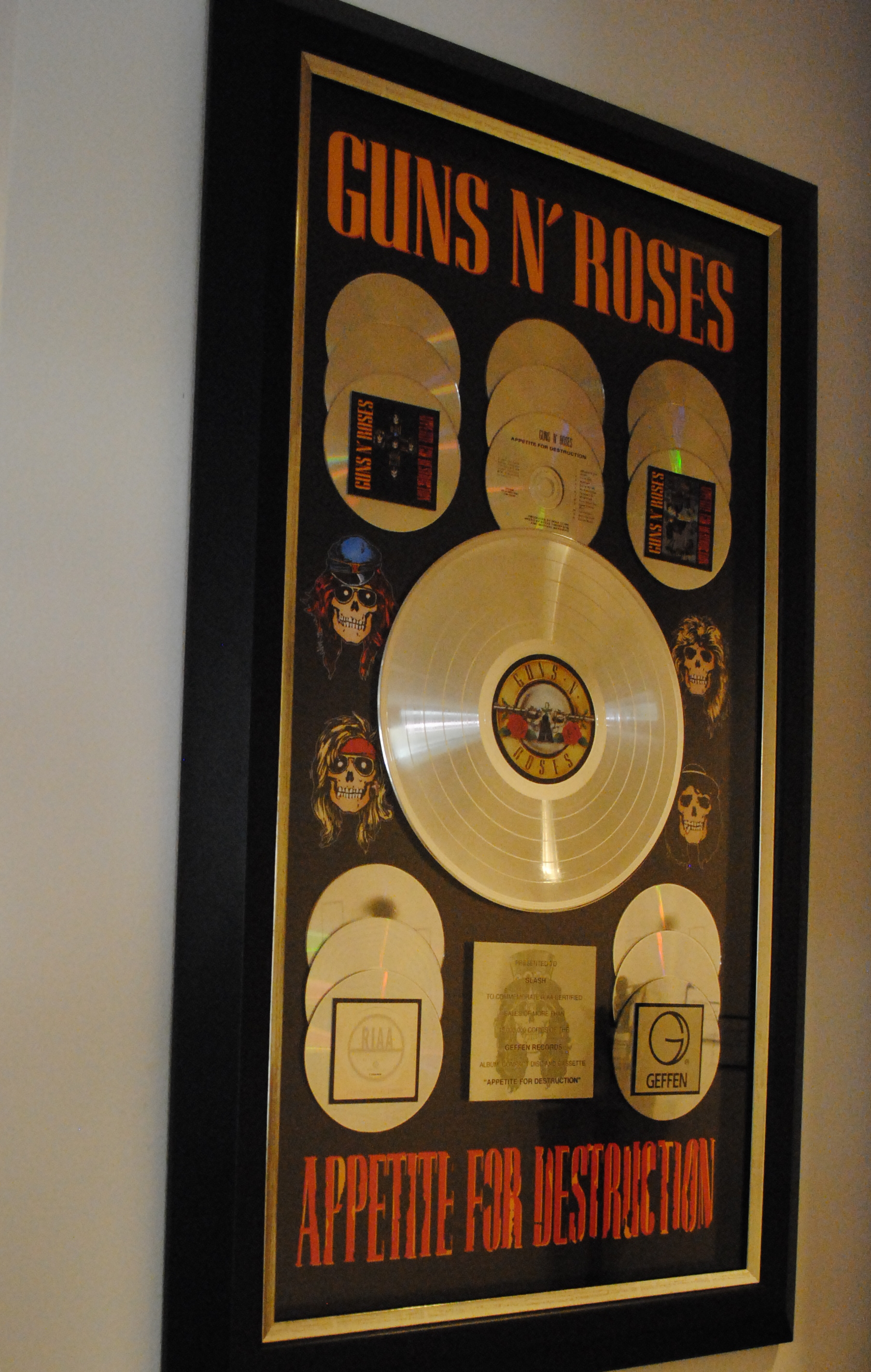
Dischi di platino di Appetite for Destruction, il primo album dei Guns N' Roses.

Quando al suo nuovo gruppo servirono un chitarrista e un batterista, McKagan suggerì ad Axl Rose e Izzy Stradlin, Slash e Adler, che entrarono così nei Guns N' Roses nel 1985.
Slash cominciò ad assumere eroina sin dai primi giorni nei Guns N' Roses. Dopo uno show dei Rolling Stones del 1989, Axl minacciò di lasciare il gruppo se certi componenti non avessero smesso di abusare di droghe pesanti. Slash fu tra coloro che promisero di smettere.
Nel 1991, Steven Adler, dopo essere stato cacciato dai Guns N' Roses per abuso di droghe, riformò una nuova versione dei Road Crew senza Slash e McKagan. Nel ruolo di cantante era Davy Vain, frontman dei Vain. La band non durò molto a causa dei problemi di Adler con la droga, ma una parte del materiale dei nuovi Road Crew sarebbe stato poi ripreso dai Vain.
Al termine dello Use Your Illusion Tour, Slash e la band registrarono e pubblicarono il cover album The Spaghetti Incident? al seguito del quale Slash propose un tour nei piccoli locali, che poi non venne eseguito. Con il brano November Rain, Slash eseguì i due più lunghi assoli di chitarra per una canzone nella Top 10 statunitense.
Nel 1994, dopo vari tentennamenti, Slash lasciò il gruppo a causa del deterioramento del suo rapporto con Axl, e si separò dal gruppo formalmente nel 1996.
Rientra nei Guns N' Roses nel 2016 insieme al bassista Duff McKagan.

### Slash's Snakepit e Velvet Revolver
Dopo lo Use Your Illusion Tour, i Guns N' Roses decisero di prendere una pausa, così Slash poté dedicarsi al suo progetto solista, chiamato Slash's Snakepit, nel cui disco d'esordio finiranno molte canzoni scritte da lui per i Guns N' Roses. Negli Snakepit, finirono il batterista Matt Sorum e il chitarrista Gilby Clarke (già compagni nei Guns N' Roses) insieme al bassista degli Alice in Chains Mike Inez e il cantante Eric Dover. Nel 1995 pubblicarono il loro primo album, It's Five O'Clock Somewhere a cui seguì un tour nel quale però Sorum e Clarke vennero sostituiti rispettivamente da James Lomenzo e Brian Thicy. Ad un anno di distanza dall'uscita del disco, Slash formò una cover band in occasione di un festival in Ungheria, gli Slash's Blues Ball, con cui non inciderà mai un disco.
Chiusa definitivamente nel 1996 l'avventura con i Guns N' Roses, Slash riformò gli Snakepit sul finire degli anni novanta, rinnovando completamente la formazione. Uscirono infatti Sorum e Clarke, ed entrò invece il cantante blues rocker Rod Jackson; fu pubblicato così nel 2000 Ain't Life Grand. A febbraio Slash lasciò la Geffen Records, colpevole secondo lui di non aver dato una giusta promozione al disco. Dall'uscita dai Guns, ovvero dal 1996, Slash divenne uno dei chitarristi più richiesti nell'ambito delle collaborazioni musicali, rock e non solo. Ad esempio, fu cercato da artisti come Michael Jackson, Eric Clapton, Iggy Pop, Lenny Kravitz, Alice Cooper, Carole King e P. Diddy.
Terminata l'avventura con gli Snakepit, per Slash si aprì la fase artistica più importante dopo quella con i Guns N' Roses: l'era Velvet Revolver. Inizialmente non era un progetto serio, come Slash ha più volte ribadito, ma, improvvisamente, 3/5 dei Guns N' Roses più Dave Kushner si ritrovarono in studio a suonare e sentirono di poter fare qualcosa d'importante. Ecco così la decisione della band, ancora senza nome, di cercare un cantante, manifestando inoltre la volontà d'incidere un disco.
La ricerca del cantante impegnò molto la band, battezzata provvisoriamente The Project. In breve tempo vennero sottoposti ad audizione cantanti come Travis Meek e Kelly Shaefer ma la scelta finale ricadette sul frontman degli Stone Temple Pilots, Scott Weiland. Con Weiland alla voce, la band registrò Money (noto brano dei Pink Floyd, utilizzato nella colonna sonora di The Italian Job) e Set Me Free (il loro singolo di debutto, destinato alla colonna sonora del film Hulk). Intanto la band ufficializzò il nome Velvet Revolver. I Velvet Revolver debuttarono il 19 giugno 2003 all'El Rey Theater di Los Angeles in uno showcase in cui eseguirono dal vivo Set Me Free, It's So Easy, Sex Type Thing, Slither ed una cover di Negative Creep dei Nirvana. Il secondo album dei Velvet Revolver, Libertad, venne pubblicato il 3 giugno del 2007 negli States. Il primo singolo estratto dall'album fu She Builds Quick Machines, seguito da The Last Fight e Get Out the Door.
Nel 2007 è stato scelto come icona del gioco Guitar Hero III: Legends of Rock, nel quale è presente anche come boss e personaggio giocabile.

### Carriera solista

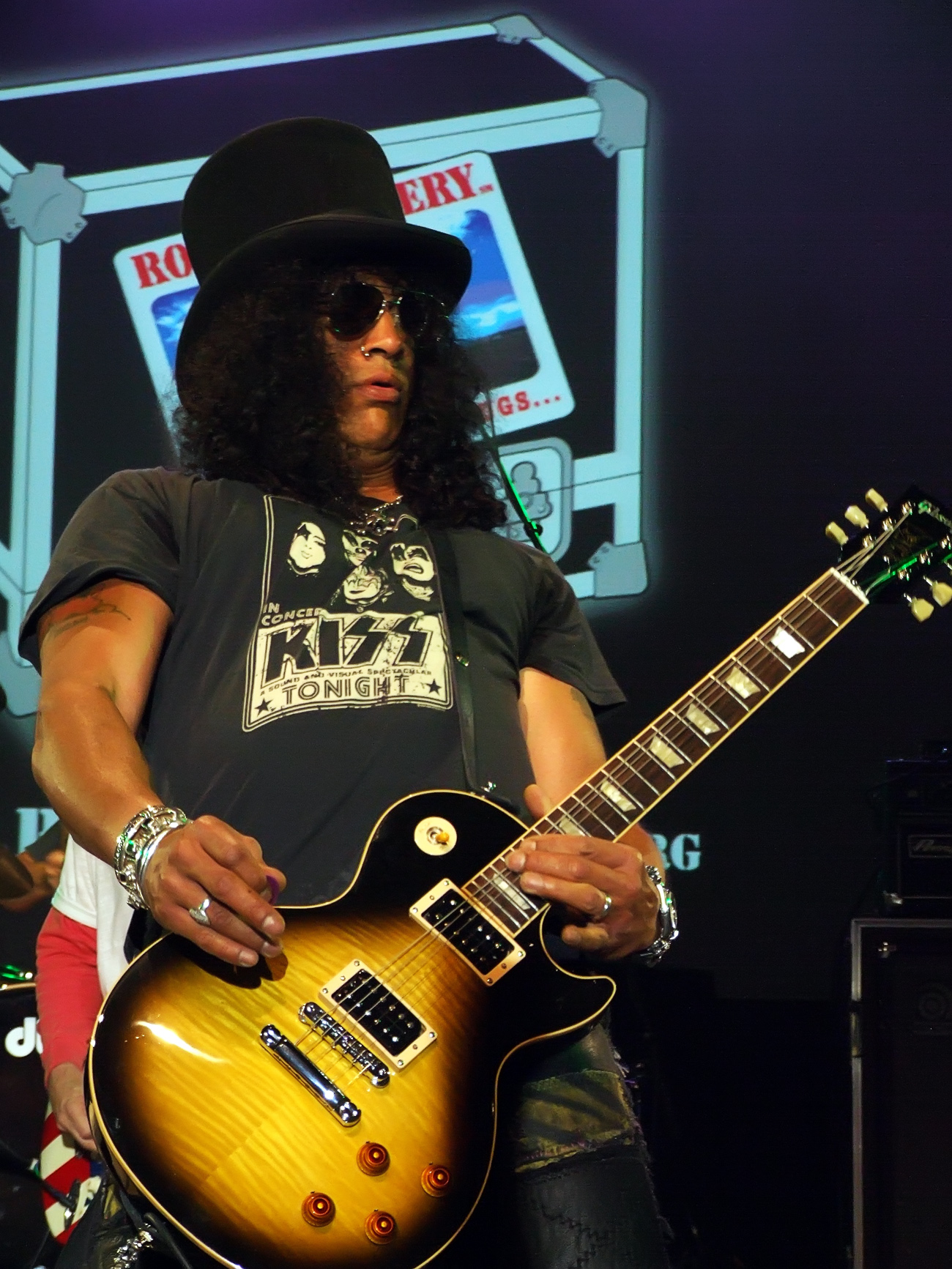
Slash nel 2008

Nel 2007 Slash ha pubblicato, in collaborazione con Anthony Bozza (giornalista di New York che curò anche l'autobiografia del batterista dei Mötley Crüe, Tommy Lee), un'autobiografia intitolata, appunto, Slash. Degno di nota ed eloquente il messaggio in cover: It seems excessive... but that doesn't mean it didn't happen ("Pare eccessivo... ma non significa che non sia successo"), un'anticipazione ai contenuti schietti del libro, in cui non vengono certo a mancare gli ingredienti classici della vita sregolata della rockstar: il sesso, la droga e il rock n' roll.
Nel 2008 partecipa alla creazione dell'album Il mondo che vorrei di Vasco Rossi come solista nella canzone Gioca con me. Inoltre, a seguito del ritiro di Bill Gates dalla Microsoft, Slash, accompagnato dal miliardario imprenditore ha suonato Welcome to the Jungle al Consumer Electronics Show di Las Vegas.
Ha lavorato per alcuni mesi al suo disco solista in collaborazione con famosi musicisti come Dave Grohl, Ozzy Osbourne, Chris Cornell, Lemmy Kilmister dei Motörhead, Iggy Pop, Adam Levine dei Maroon 5 e Fergie. L'album, intitolato Slash, è stato pubblicato il 13 aprile 2010. Inoltre i brani Ghost e We're All Gonna Die sono stati inseriti nel videogioco musicale Guitar Hero: Warriors of Rock.
Durante un concerto a Milano nel giugno 2010 un uomo irruppe sul palco durante il terzo assolo di Sweet Child o' Mine, probabilmente nel tentativo di abbracciarlo, ma venne fermato prontamente dalla sicurezza che si gettò a capofitto su di lui facendo cadere però anche lo stesso Slash che si rialzò e riprese a suonare, benché la caduta avesse causato la rottura della sua Gibson, immediatamente sostituita. Nel luglio 2011 venne trasmesso su Disney Channel un video dove Slash suona Kick It Up a Notch insieme a Phineas e Ferb, per pubblicizzare l'uscita del film Phineas e Ferb: Il film - Nella seconda dimensione.

Nel giugno 2011 ha iniziato a lavorare al secondo album in studio da solista Apocalyptic Love in collaborazione con il cantante Myles Kennedy degli Alter Bridge, e The Conspirators, questi ultimi formati da Todd Kerns e Brent Fitz. Inoltre nei live è presente la partecipazione del chitarrista ritmico Frank Sidoris. Riguardo alla formazione del gruppo, Slash ha dichiarato: 
(Slash intervistato sul progetto "Slash featuring Myles Kennedy & The Conspirators" nel 2014)
Il 24 febbraio 2012 è stato pubblicato il singolo You're a Lie, un'anteprima dell'album che è uscito il 22 maggio 2012. Nello stesso anno si è unito per alcuni concerti al supergruppo Kings of Chaos, insieme al suo cantante Myles Kennedy.
Il 4 ottobre 2013 è uscito il primo film horror prodotto dal chitarrista, Nothing Left to Fear. Oltre la produzione il chitarrista ha anche realizzato le colonne sonore del film con la collaborazione di Kennedy in due brani, Nothing Left to Fear e Welcome to Stull.
Nel 2014 ha pubblicato l'album World on Fire con Kennedy e i The Conspirators, collaborazione rinnovata quattro anni più tardi con Living the Dream.

## Vita privata
Nel 1992 durante lo Use Your Illusion Tour sposa l'attrice e modella Renee Suran. I due divorziano nel 1997.
Il 15 ottobre 2001 sposa Perla Ferrar, sua compagna già dai tempi del matrimonio con Renee Suran. Nell'agosto del 2002 nasce London, il suo primo figlio, chiamato così sia perché fu concepito in Inghilterra, sia perché a Slash piaceva e nel 2004, il secondogenito, Cash chiamato così perché fu suggerito da Robert Evans, famoso produttore cinematografico, buon amico di Slash e Perla. È stato ospite nel 2007 al David Letterman Show in occasione dell'uscita del suo libro.
Il 25 agosto 2010 ha firmato la causa di divorzio dalla moglie Perla Ferrar, da cui era separato dal 15 luglio 2010, alla base della causa vi erano delle differenze inconciliabili.
Tuttavia, a fine ottobre, tornato dal tour mondiale per pubblicizzare il suo nuovo album, Slash ritirò la sua domanda di divorzio. All'inizio del 2015 completa la causa di divorzio da Perla e nell'estate del 2018 il divorzio viene ufficializzato.
Dopo la fine del suo secondo matrimonio Slash inizia una frequentazione con la sua ex-fidanzata Meegan Hodges, con la quale va a convivere dopo poco tempo.

## Stile musicale
Noto come chitarrista rock, nasce in un ambiente blues, a cui si rifarà nei suoi dischi da solista. Lo stile di Slash è influenzato anche dalla musica classica e si avvale anche dell’uso del modo minore armonico. Esempi di influenza da parte della musica classica possono essere uditi nell’intro di Anastasia e nel secondo assolo di November rain.
Slash è un grande fan di Angry Birds, al punto di aver arrangiato in chiave rock il tema musicale di Angry Birds Space, successivamente introdotto nel gioco.

## Discografia

### Da solista

#### Album in studio
- 2010 – Slash
- 2012 – Apocalyptic Love (featuring Myles Kennedy & The Conspirators)
- 2014 – World on Fire (featuring Myles Kennedy & The Conspirators)
- 2018 – Living the Dream (featuring Myles Kennedy & The Conspirators)
- 2022 – 4 (featuring Myles Kennedy & The Conspirators)
- 2024 - Orgy Of The Damned

#### Album dal vivo
- 2010 – Live in Manchester 3 July 2010 (feat. Myles Kennedy)
- 2012 – Made in Stoke 24/7/11 (feat. Myles Kennedy)
- 2015 – Live at the Roxy 9.25.14 (featuring Myles Kennedy & The Conspirators)
- 2019 – Living the Dream Tour (featuring Myles Kennedy & The Conspirators)

### Con i Guns N' Roses
- 1987 – Appetite for Destruction
- 1988 – G N' R Lies
- 1991 – Use Your Illusion I
- 1991 – Use Your Illusion II
- 1993 – The Spaghetti Incident?

### Con gli Slash's Snakepit
- 1995 – It's Five O'Clock Somewhere
- 2000 – Ain't Life Grand

### Con i Velvet Revolver
- 2004 – Contraband
- 2007 – Libertad

### Album tributo
- 1997 – Stairway to Heaven: A Tribute to Led Zeppelin
- 1999 – Humanary Stew: A Tribute to Alice Cooper
- 2006 – Welcome to the Nightmare: An All Star Salute to Alice Cooper

### Collaborazioni
- 1988 – Alice Cooper - Under My Wheels
- 1990 – Iggy Pop - Butt Town/Home/My Baby Wants To Rock N' Roll/Pussy Power
- 1990 – Bob Dylan - Wiggle Wiggle
- 1991 – Lenny Kravitz - Always on the Run
- 1991 – Michael Jackson - Black or White
- 1991 – Michael Jackson - Give In to Me
- 1992 – Spinal Tap - Break Like the Wind
- 1992 – Motörhead - I Aint No Nice Guy/You Better Run
- 1993 – Carole King - Hold Out for Love
- 1993 – Duff McKagan - Believe In Me/Just Not There
- 1993 – Paul Rodgers - The Hunter
- 1994 – Gilby Clarke - Cure Me...or Kill Me.../Tijuana Jail
- 1994 – Carole King - Locomotion
- 1995 – Brian McKnight - The Star Spangled Banner
- 1995 – Michael Jackson - D.S.
- 1996 – Carmine Appice - Where You Belong
- 1997 – Alice Cooper - Only Woman Bleed/Lost in America/Elected/But You Said I'm Useless
- 1997 – Sammy Hagar - Little White Lie
- 1997 – Michael Jackson - Morphine
- 1998 – Ella - Bayangan
- 1999 – Chic - Le Freak/Stone Free
- 1999 – Graham Bonnet - Oh! Darling
- 2000 – Doro - Now Or Never
- 2001 – Cheap Trick - You're All Talk
- 2001 – Rod Stewart - Human/Peach
- 2001 – Michael Jackson - Privacy
- 2002 – Bad Company - Wishing Well
- 2002 – Jeff Danna - Love Theme from The Godfather
- 2002 – Ray Charles - God Bless America Again
- 2003 – The Yardbirds - Over Under Sideways Down
- 2003 – Elan - Street Child
- 2004 – Matt Sorum - The Blame Game
- 2006 – Brian Tyler - Mustang Nismo
- 2006 – Derek Sherinian - In the Summertime
- 2006 – Sarah Kelly - Out Of Reach/Still Breathing
- 2008 – Alice Cooper - Vengeance is Mine
- 2008 – William Riley - Road & Me
- 2008 – Willfire - Eye of the Tiger
- 2008 – Vasco Rossi - Gioca con me
- 2009 – Escala - Kashmir
- 2010 – Steve Lukather - 68
- 2010 – Kid Rock - Rockin My Life Away
- 2010 – Ronnie Wood - Fancy Pants/Forever/Spoonful/Sweetnes my Weakness/ Why You Wanna Go
- 2010 – Beth Hart - Sister Heroine
- 2010 – The Dirty Heads - Check the Level
- 2010 – Rihanna - Rockstar 101
- 2011 – Transplants ft Travis Barker - Saturday Night
- 2011 – State Line Empire - Drive Me
- 2011 – Phineas e Ferb - Kick It Up a Notch
- 2011 – Leslie West - Mudflapp Momma
- 2012 – B.B. King - Guest/Guess Who/The thrill Is gone/When the Saints Go Marching in
- 2012 – Lou Pallo - Deep in the Blues
- 2012 – Steven Adler - Just Don't Ask
- 2013 – Halestorm - Here's To Us (Guest Version)
- 2013 – The Dead Daisies - Lock 'n' Load
- 2015 – Hollywood Vampires - Hollywood Vampires
- 2023 – Demi Lovato - Sorry Not Sorry (Rock Version)
- 2024 - Beth Hart - Savior with a Razor

## Filmografia

### Attore
- 1986 – Sid & Nancy - Chitarrista punk (non accreditato)
- 1988 – Scommessa con la morte - Rocker al funerale (non accreditato)
- 1999 – The Underground Comedy Movie - Fattorino di Miss America (comparsa)
- 2015 – SpongeBob - Fuori dall'acqua

## Telefilm
- 1994 – I racconti della cripta - sesta stagione episodio 10 ("In the groove") - Hank
- 2008 – Anvil! The story Of Anvil - Se stesso
- 2009 – The Chronicles Of Holly-Weird - Se stesso
- 2009 – Rock Prophecies - Se stesso

### Produttore
- Nothing Left to Fear, regia di Anthony Leonardi III (2013)

## Riconoscimenti
- 2010 – Best Rock album of the year per il suo album solista Slash ai Classic Rock Awards[33].
- 2012 – Riff Lord ai Revolver Golden Gods Awards
- 2012 – Il 10 luglio è stata inserita una stella in suo onore nella Hollywood Walk of Fame.[12]
- 2014 – Il 21 luglio ha ricevuto l'APMAs Guitar Legend Award agli Alternative Press Music Awards[34]
- 2015 – Les Paul Award ai NAMM TEC Awards.

## Strumentazione

### Chitarre
Come racconta nella sua autobiografia, nel 1988 chiese alla Gibson due Les Paul Standard. Poiché l'azienda non reputò il suo profilo abbastanza alto, non gliele diede gratuitamente, bensì gliele fece pagare all'ingrosso.
Slash nel vlog del 2014 #AskSlash (episodio 7) del suo canale YouTube, in occasione dell'uscita del suo terzo singolo "World on Fire", dichiarava di possedere poco più di 200 chitarre.
In particolare utilizza:
- Riproduzione della Gibson Les Paul '59 AFD: realizzata dal liutaio Chris Derrig, è la sua chitarra preferita per le registrazioni. Slash entrò in possesso di questa chitarra nel 1986 grazie ad Alan Niven per registrare Appetite for Destruction: Gibson l'ha riprodotta in varie edizioni limitate Epiphone, Gibson USA e Custom Shop.

Slash possiede anche un'altra copia realizzata da Derrig e una realizzata da "Max" Peter Baranet. Queste tre chitarre sono state utilizzate anche nei primi live con i Guns N' Roses.
- Gibson Les Paul Slash Custom: si contraddistingue per la finitura "tobacco sunburst" e la presenza di un "piezo"; è una delle sue principali chitarre, utilizzata durante le esibizioni live, ed è commercializzata continuativamente dalla Gibson come modello Signature.
- Gibson Les Paul '91 GoldTop, è una reissue di una 1957 DarkBack che ha subito alcune modifiche. È stata una delle sue chitarre preferite, utilizzata principalmente durante lo Use Your Illusion Tour. È stata rubata dal suo studio di registrazione nel 1999 e da allora mai più ritrovata. Nel 2008 Gibson ed Epiphone hanno prodotto una Les Paul ispirata a questo modello.
- Gibson Les Paul '87 Standard: Nel 1988 Slash acquistò due standard "factory second" in finitura "heritage cherry" e top in 3 pezzi. Una di queste due sarà la sua chitarra principale per i live (riconoscibile per una bruciatura di sigaretta sul top). È stata realizzata una Signature (Custom Shop) anche per questo modello.
- Gibson Les Paul Snakepit: Signature prodotta anche dalla Epiphone nel 1996, modello particolare che seguì Slash durante il suo progetto solista con gli Snakepit.
- Gibson Les Paul Slash Signature nº1: Nel 1989 la Gibson produsse la prima signature di Slash in soli 4 esemplari.
- Gibson EDS 1275: Slash ha 4 esemplari della nota doppiomanico di cui tre neri. Non è l'unico modello di "doubleneck" in suo possesso. Infatti nella sua collezione è presente una B.C. Rich Bich doubleneck 10 strings & 6 strings (mai usata live e appartenuta a Joe Perry), alcune Guild Crossroad doubleneck (le più note sono quella dell'83 che figura nel video di "Estranged" e la sua "Godzilla" tutta verde).
- Gibson Vintage: Slash possiede numerosi modelli vintage degli anni '50. Fra queste troviamo due GoldTop del 1954 e una del '57, due '58 (fra cui la "tobacco" del video di "November Rain", unico esemplare di quell'annata in tale finitura) e altrettante '59. Inoltre possiede delle rarissime Explorer del 1958 e una Flying V della stessa annata, oltre a una Junior TV del 1958. Data la rarità nonché il valore di questi modelli (anche perché alcuni sono in condizioni impeccabili) si limita ad utilizzarli in studio.
- B.C. Rich Mockingbird: È la chitarra non prodotta dalla Gibson che Slash usa più spesso, solitamente rossa con ponte Floyd Rose (ne possiede diverse).
- Altre chitarre: Nella sua collezione sono presenti tre Travis Bean, una Gibson Firebird del '68 e diversi modelli di Fender. Ha anche una Les Paul a 12 corde e una grande quantità di modelli di LP standard e di chitarre acustiche come la Guild impiegata nel video di Patience.

Una Standard che vale la pena ricordare è quella in finitura Ebony equipaggiata con meccaniche Grover che ha impiegato alla fine di alcuni concerti con i Guns N'Roses (e che utilizza anche Gilby). Ha impiegato in alcune occasioni una ES-335.
Durante il 2012 ha postato per diversi giornali con delle Epiphone Les Paul standard Slash signature.
Le chitarre di Slash sono quasi sempre equipaggiate con pick up Seymour Duncan alnico II pro (o Gibson P.A.F.) e corde Ernie Ball 11-48. Slash accorda la chitarra mezzo tono sotto rispetto l'accordatura tradizionale. (in alcuni casi accorda anche in drop D). L'unica volta che ha accordato la chitarra tradizionalmente è stato per le registrazioni del suo album Slash e per il seguente tour.
La Gibson ha deciso di creare vari modelli di chitarra che portassero la firma di Slash, come la Slash Goldtop, la Slash Appetite Les Paul, la Slash Rosso Corsa Les Paul e la Slash Vermillion Les Paul.

### Amplificatori
Slash è endorser della Marshall. Per suonare dal vivo usa principalmente due testate: una 2555X per il pulito e la sua firmata AFD100 per il distorto e le parti soliste, con uno stack di casse 1960AV/BV 4x12.
Slash ha inoltre collaborato con la Marshall Amplification alla creazione dell'amplificatore AFD100, con l'intento di realizzare una testata che riproducesse esattamente la Super Lead che aveva noleggiato per registrare Appetite for Destruction.